# Tecnologia social
La tecnologia social és un moviment social espontani que respon a una nova línia de pensament popular, que uneix a totes les races i cultures del món després d'ideals i projectes socials, que van més enllà de les fronteres polítiques o religioses. El principal eix és la comunicació, que sorgeix per la necessitat vital de crear una situació, o un estat de les coses, diferent del que es viu en l'actualitat. Com a finalitat, pretén fomentar el desenvolupament de fer alguna cosa important de la tecnologia dels seus béns i aplicació de coneixements i tecnologies amb finalitats netament socials, absolutament pacífics i oposats als objectius comercials o militars que determinen l'actual avanç i desenvolupament tecnològic de la humanitat.
Aquest moviment busca establir una nova escala de valors ètics i socials, apuntant a l'estat de benestar universal, administrat per institucions populars apolítiques denominades fòrums, on tots els membres de la societat, són administradors directes del patrimoni social, sense intermediaris ni representacions polítiques de cap índole.

## Context històric
Si bé la tecnologia existeix des que l'home primitiu va poder controlar el foc, molt poques vegades ha estat un patrimoni popular, ja que solament una petita elit ha pogut gaudir dels beneficis de la ciència.
Amb la Revolució Industrial, va començar una lleu propagació dels beneficis que brinden el coneixement i la tecnologia, però des dels seus començaments i fins a mitjan segle xx la tecnologia sempre va ser elitista, condicionada per l'economia i la política.
Recentment a la fi del segle xx, amb l'auge de les comunicacions i el sorgiment d'Internet com a mitjà d'expressió realment lliure, per primera vegada en la història de la humanitat, la gent comuna va poder accedir per complet al coneixement, a les ciències i a les tècniques que poden generar un estat de benestar universal. Aquest lliure accés al coneixement, actualment està generant una nova línia de raonament popular, que l'actual ús comercial indiscriminat, i les aplicacions bèl·liques de les complexes tecnologies disponibles, poden i estan generant danys irreparables a la humanitat i especialment a la biosfera.
D'aquesta nova línia de raonament popular, sorgeix el moviment tecnològic social el qual és oposat a l'antic model de tecnologia imperial, excloent i elitista que domino els primers mil·lennis de la història humana.

## La Tecnologia Social
La tecnologia social segons la Reial Acadèmia Espanyola es donen les definicions de tecnologia i social.
Quant a la "tecnologia" diu:
- Conjunt de teories i de tècniques que permeten l'aprofitament pràctic del coneixement científic.
- Llenguatge propi d'una ciència o d'un art.
- Conjunt dels instruments i procediments industrials d'un determinat sector o producte.

El "social" es defineix com: als socis o companys, aliats o confederats.

### Interpretació
La tecnologia social podria interpretar-se així: "Conjunt de teories i de tècniques que permeten l'aprofitament pràctic del coneixement científic amb llenguatge propi d'una ciència o art pertanyent o relativa a la societat."
Com podem apreciar, el sentit literal de la frase resultant és una miqueta abstracte, no obstant això, en l'expressió "tecnologia social" trobem diversos punts molt clars per tots els que la interpretem"
- En tots els casos es tracta de "posar a la disposició de la societat", els coneixements i avanços científics.
- Tots assumim que la ciència i el coneixement, poden facilitar l'accés al benestar social.
- Finalment, tots coincidim que l'expressió "Tecnologia Social" tendeix a fomentar el desenvolupament tecnològic amb finalitats netament socials.

## Branques
Però després d'aquests tres punts, ens trobem amb una gran bifurcació de conceptes.
Quan parlem de tecnologia social, trobem dues grans branques que es desenvolupen en sentits oposats:
1. La primera branca denominada tecnologia social pura és la que aplica i defensa el concepte de Tecnologia social sense finalitats de lucre, apolítica, i absolutament pacífica, fomenta ideals i projectes socials que van més enllà dels beneficis individuals o vaig unir sectorials (no té finalitats lucratives ni polítics, solament persegueix el benestar social comú).
2. La segona branca, denominada tecnologia social imperial per impulsar el desenvolupament tecnològic amb finalitats comercials o polítics (generalment simula les seves veritables intencions).

Alineats després de la Tecnologia Social pura, generalment trobem al sector obrer, el sector estudiantil, sociòlegs, ecologistes, intel·lectuals, professionals i ciutadans comuns de classe mitjana baixa.
D'altra banda, la Tecnologia Social imperial, agrupa a les classes socials més conservadores, mitjana alta, dirigents i militants polítics, sindicals, membres de les forces de seguretat, empresaris, comerciants, líders religiosos, corporacions i multinacionals.